# La Puebla de Almoradiel
La Puebla de Almoradiel är en ort i Spanien.   Den ligger i provinsen Toledo och regionen Kastilien-La Mancha, i den centrala delen av landet, 100 km sydost om huvudstaden Madrid. La Puebla de Almoradiel ligger 695 meter över havet och antalet invånare är 5 629.
Terrängen runt La Puebla de Almoradiel är platt. Runt La Puebla de Almoradiel är det ganska tätbefolkat, med 96 invånare per kvadratkilometer. Närmaste större samhälle är Quintanar de la Orden, 6,5 km öster om La Puebla de Almoradiel. Omgivningarna runt La Puebla de Almoradiel är i huvudsak ett öppet busklandskap.